# Zbyněk Michálek
Zbyněk Michálek (* 23. Dezember 1982 in Jindřichův Hradec, Tschechoslowakei) ist ein ehemaliger tschechischer Eishockeyspieler, der im Verlauf seiner aktiven Karriere zwischen 2000 und 2019 unter anderem 810 Spiele für die Phoenix bzw. Arizona Coyotes, Pittsburgh Penguins und St. Louis Blues in der National Hockey League (NHL) auf der Position des Verteidigers bestritten hat. Sein jüngerer Bruder Milan Michálek war ebenfalls professioneller Eishockeyspieler.

## Karriere

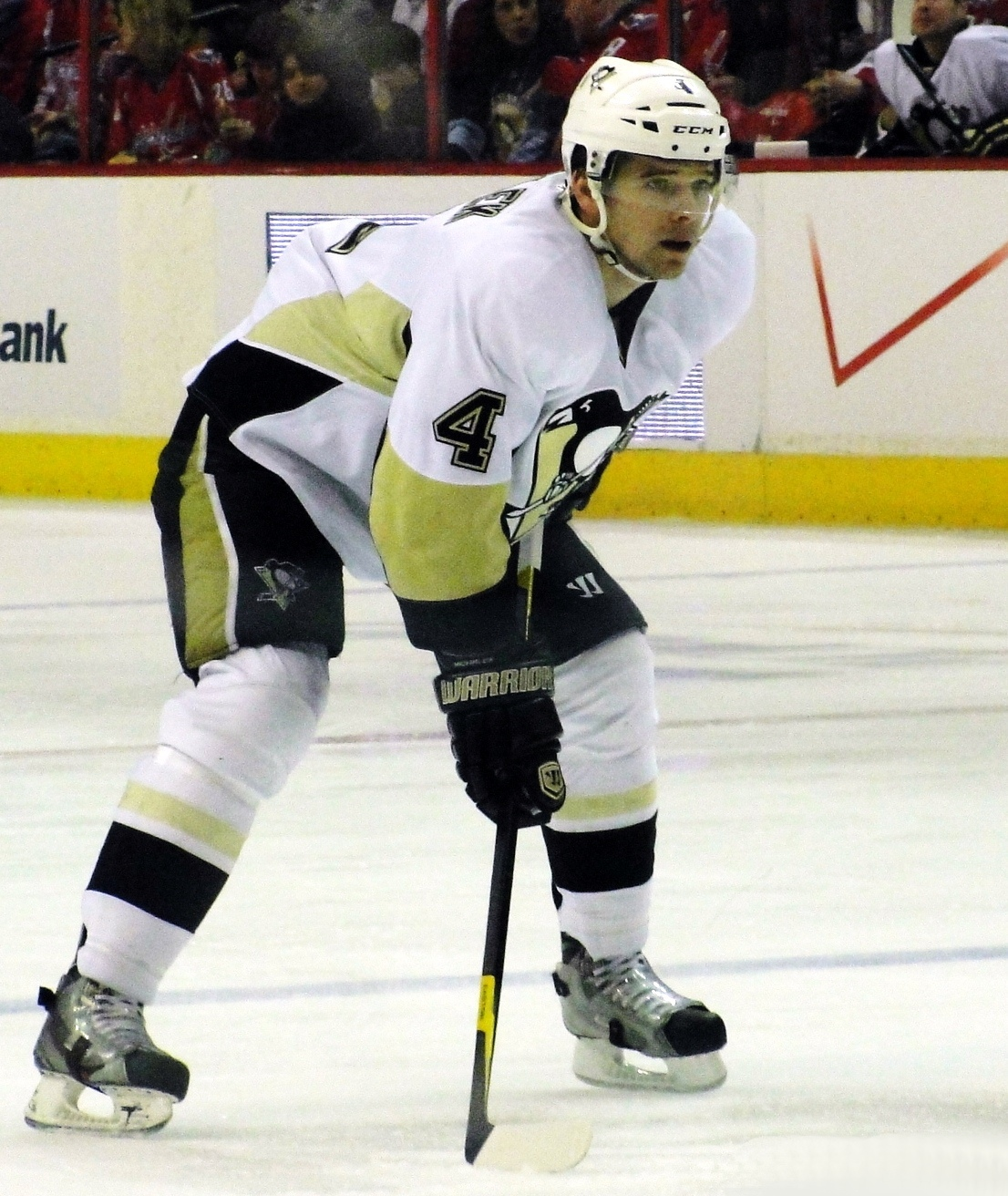
Michálek im Trikot der Pittsburgh Penguins (2011)

Zbyněk Michálek begann seine Karriere im Nachwuchs des HC Becherovka Karlovy Vary, für den er in der Spielzeit 1999/2000 in der U20-Extraliga spielte. im Sommer 2000 entschied er sich zu einem Wechsel nach Nordamerika und spielte in den folgenden zwei Jahren für die Cataractes de Shawinigan, die ihn beim CHL Import Draft 2000 in der zweiten Runde als insgesamt 59. Spieler ausgewählt hatten, in der Ligue de hockey junior majeur du Québec. In Shawinigan war er einer der offensiv-stärksten Verteidiger, so dass er 2002 ein Vertragsangebot bei Farmteam der Minnesota Wild bekam, obwohl er nie gedraftet wurde. In den folgenden drei Spielzeiten spielte er sehr erfolgreich in der American Hockey League und gewann mit den Houston Aeros 2003 den Calder Cup. In der Spielzeit 2003/04 debütierte er in der NHL für Minnesota und wurde in insgesamt 22 NHL-Partien eingesetzt.
Im August 2006 wurde Zbyněk Michálek nach Phoenix transferiert, die ihm Gegenzug Erik Westrum und Dustin Wood an die Minnesota Wild abgaben. Bis 2010 spielte Michálek in Phoenix, bevor er als Free Agent zu den Pittsburgh Penguins wechselte. Am 22. Juni 2012 transferierten ihn diese im Austausch für Marc Cheverie, Harrison Ruopp und einem Drittrunden-Wahlrecht im NHL Entry Draft 2012 zu den Phoenix Coyotes. Nach knapp drei Jahren bei den Coyotes, die sich zwischenzeitlich in Arizona Coyotes umbenannt hatten, wechselte Michálek im März 2015 zu den St. Louis Blues, die in Abhängigkeit von seinen Einsatzzeiten ein zusätzliches Drittrunden-Wahlrecht für einen NHL Entry Draft erhalten. Im Gegenzug transferierten die Blues Maxim Letunow nach Arizona. In St. Louis blieb Michálek nur bis Saisonende, als er als Free Agent zu den Coyotes zurückkehrte und einen neuen Zweijahresvertrag unterschrieb.
Nach dem Ende der Spielzeit 2016/17 erhielt Michálek keinen weiterführenden Vertrag in Arizona und kehrte daher im Oktober 2017 in seine Heimat zurück, wo er sich dem HC Sparta Prag anschloss. Dort beendete er die Spielzeit 2017/18. Nach einer Pause fand er im Januar 2019 im HC Kometa Brno einen neuen Arbeitgeber. Am Saisonende beendete der 36-Jährige seine aktive Karriere.

### International
Zbyněk Michálek hat in seiner bisherigen Laufbahn an fünf Weltmeisterschaften teilgenommen, bei der Eishockey-Weltmeisterschaft der Herren 2006, 2007, 2008, 2011 und 2013. Dabei gewann er mit der Mannschaft 2011 die Bronzemedaille. Zudem vertrat er Tschechien bei den Olympischen Winterspielen 2010 und 2014 sowie beim World Cup of Hockey 2016.

## Erfolge und Auszeichnungen
- 2003 Calder-Cup-Gewinn mit den Houston Aeros
- 2006 Silbermedaille bei der Weltmeisterschaft
- 2011 Bronzemedaille bei der Weltmeisterschaft

## Karrierestatistik

### International
Vertrat Tschechien bei:
| - Weltmeisterschaft 2006 - Weltmeisterschaft 2007 - Weltmeisterschaft 2008 - Olympischen Winterspielen 2010 | - Weltmeisterschaft 2011 - Weltmeisterschaft 2013 - Olympischen Winterspielen 2014 - World Cup of Hockey 2016 |

(Legende zur Spielerstatistik: Sp oder GP = absolvierte Spiele; T oder G = erzielte Tore; V oder A = erzielte Assists; Pkt oder Pts = erzielte Scorerpunkte; SM oder PIM = erhaltene Strafminuten; +/− = Plus/Minus-Bilanz; PP = erzielte Überzahltore; SH = erzielte Unterzahltore; GW = erzielte Siegtore; 1 Play-downs/Relegation; Kursiv: Statistik nicht vollständig)